# Cantina sociale cooperativa intercomunale di Oleggio

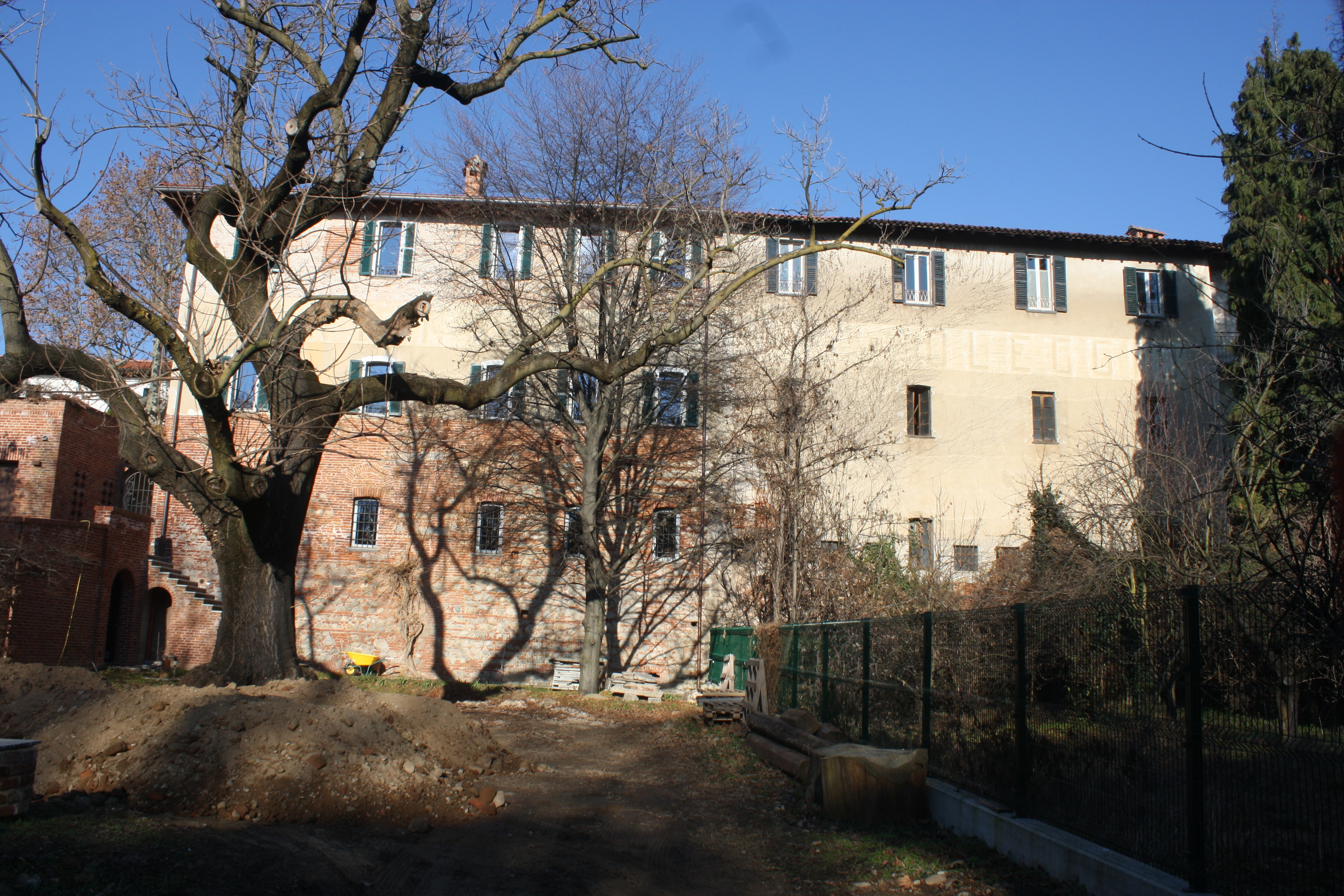
L'edificio della prima sede della cantina, dal 1891 al 1956

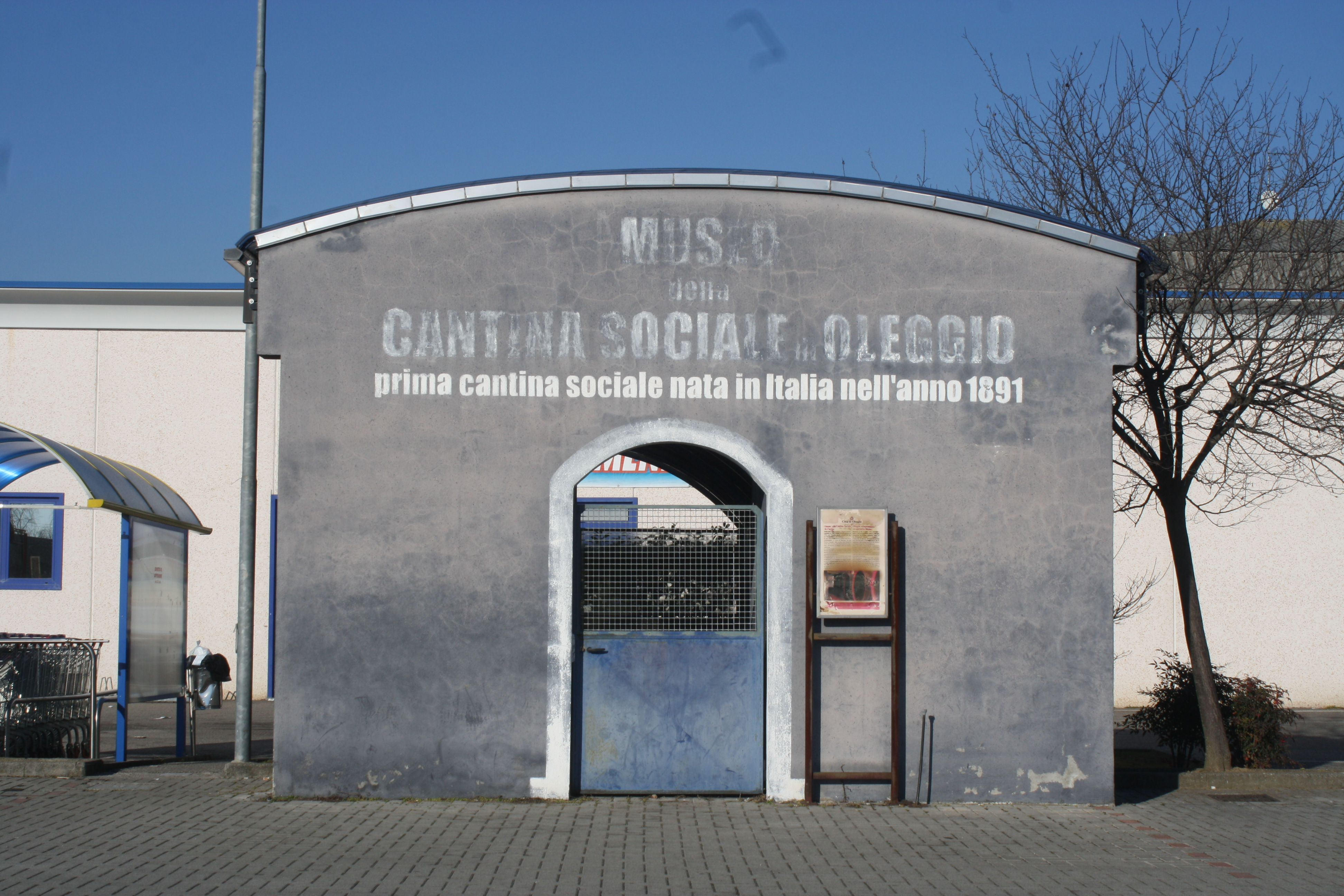
Il museo della botte, nel luogo della seconda sede dal 1956 al 1999

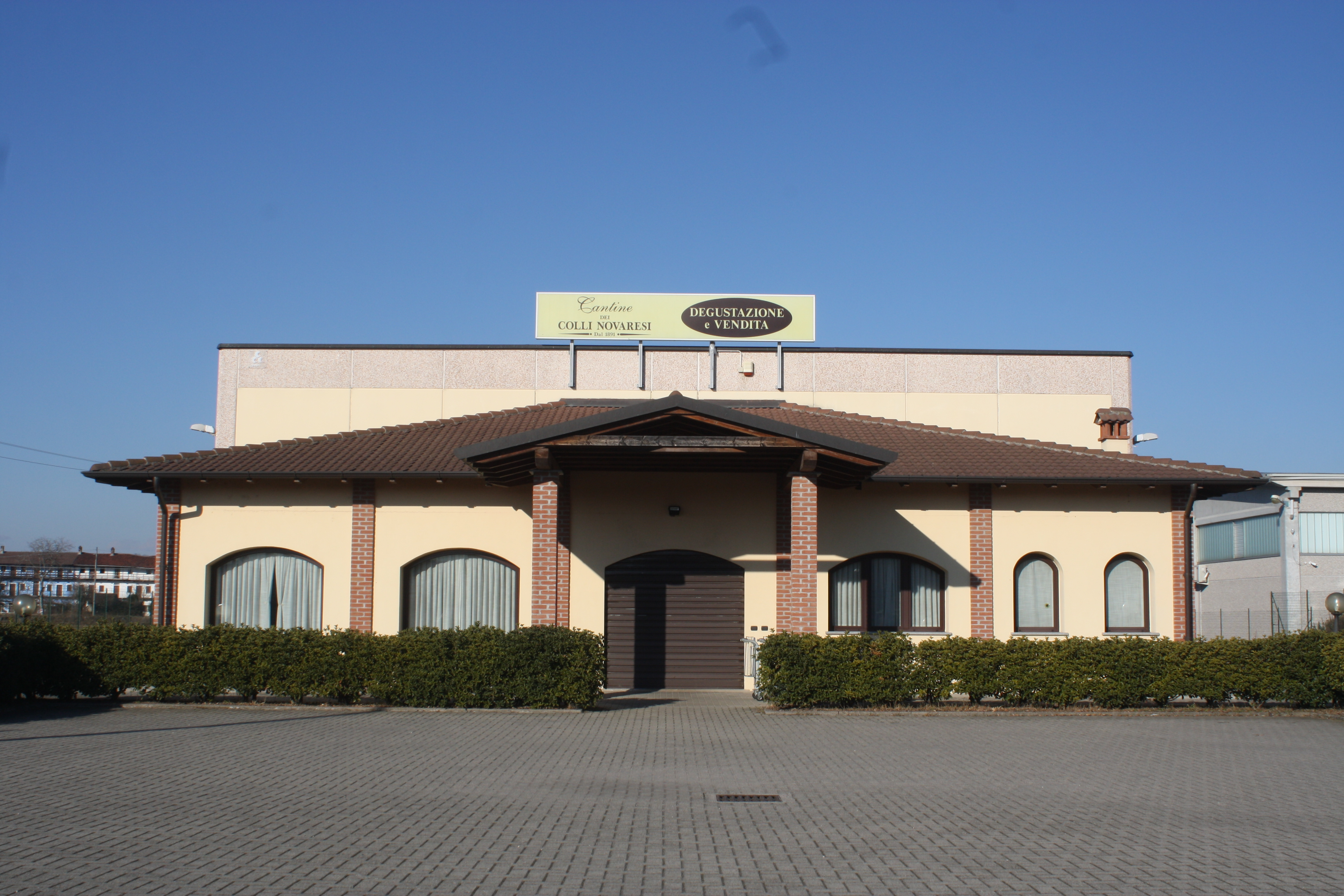
La filiale di Oleggio del Consorzio Colli Novaresi dal 1999

La Cantina sociale intercomunale di Oleggio è considerata la più antica cantina sociale in Italia, fondata nel 1891 ad Oleggio, in provincia di Novara.

## Storia
L'idea di una cooperativa di viticoltori era già diffusa nel XIX secolo in Germania e Francia, e venne introdotta in Italia dall'economista Luigi Luzzatti, che iniziò a proporne la fondazione a partire dal 1866. L'idea fu raccolta dall'enologo piemontese Sebastiano Lissone, che trovò quattro viticoltori aderenti attorno ad Oleggio nel 1886.
Questa prima esperienza di cooperazione in campo vitivinicolo, però, fallì già nel 1888 a causa anche di un'infezione di peronospora della vite (malattia comparsa per la prima volta in Europa proprio in quegli anni) e della mancanza di supporto da parte della maggioranza dei viticoltori locali «ancora sotto l'impressione dei risultati poco lusinghieri ottenuti dalle Società enologiche del tempo».
Dopo la scoperta dell'efficacia del fungicida rameico nei confronti della peronospora, Bernardino Balsari (enologo piemontese, volontario al seguito di Giuseppe Garibaldi nel corso della terza guerra d'indipendenza) nel 1891 fece rinascere la cantina sociale di Oleggio, rimanendone presidente fino alla morte avvenuta nel 1927. La fondazione avvenne tra 9 soci, con una produzione di 833,29 q, che crebbero fino a 144 nel 1907, per una resa totale di 6 127,98 q.
La prima sede della cantina sociale venne abbandonata nel 1956, quando venne costruito il nuovo stabilimento sulla strada provinciale per Momo e la cooperativa contava oltre 400 soci. La cantina sociale crebbe, e per la raccolta delle uve venne costruito anche un centro di raccolta a Barengo. In seguito all'ampliamento e al perfezionamento delle attrezzature la zona di influenza si è estesa arrivando ad interessare anche i viticoltori dei comuni del basso novarese e delle colline novaresi come Barengo, Bogogno, Gattico, Marano Ticino, Mezzomerico, Suno, Vaprio d'Agogna e Veruno.
Nel 1999 la Cantina Sociale di Oleggio si fuse con la Cantina Sociale dei Colli Novaresi con sede a Fara Novarese, dando vita alle Cantine Colli Novaresi. L'edificio di Oleggio venne demolito, e al suo posto venne creato un museo sulla storia della viticoltura oleggese. La nuova cantina, con sede a Fara, ha aperto ad Oleggio un suo punto vendita.